# Szatmárpálfalva
Szatmárpálfalva falu Romániában, Szatmár megyében.

## Fekvése
Szatmár megyében, Szatmárnémetitől délkeletre fekvő település.

## Története
Szatmárpálfalva (Pálfalva) nevét az oklevelek 1428-ban már mai alakjában említették. Pálfalva
a Dobrachhiak ősi birtoka volt.
1379-ben a Dobrachhy család tagjai Megyeri Simon bán fiainak hatalmaskodásai ellen tiltakoztak.
1399-ben a család tagjai osztozkodtak birtokaikon, s ez osztozkodáskor Dobrachy Pál lett a település ura, majd fiaié lett, akik már Pálfalva Burján néven szerepeltek.
1431-ben Dobray János és László birtoka volt, később pedig a Szatmári vár tartozéka lett, s az maradt egészen 1696-ig.
1626-ban Királydaróczi Debreczenyi Tamás és felesége, Tarjányi Margit szerzett itt részbirtokot.
1703-ban itt a Szamos-part füzeseiben rejtőztek el Rákóczi kurucai, mikor Szatmárt ostromolták, s itt volt a táborozás középpontja is.
1749-ben Eötvös László, Sándor és Imre, valamint a Szeleczky és Szögyéni családok is részeket szereztek itt, de a település fő birtokosa azonban a gróf Teleki család lett, s az övék maradt a 19. század végéig, ekkor De Gerando Attiláé lett.
A 20. század elején Gerando Félix és Horváth Bertalan volt Szatmárpálfalva birtokosa.

## Nevezetességek
- Református temploma 1890-ben épült. Az előző templom – a Szamos áradásai miatt – fából épült templom volt.

## Testvértelepülések
- Seregélyes,[1]  Magyarország